# Biarctus vitiensis
Biarctus vitiensis är en kräftdjursart som först beskrevs av James Dwight Dana 1852.  Biarctus vitiensis ingår i släktet Biarctus och familjen Scyllaridae. IUCN kategoriserar arten globalt som livskraftig. Inga underarter finns listade i Catalogue of Life.